# Västra Frölunda kyrka
Västra Frölunda kyrka är en kyrkobyggnad som tillhör Västra Frölunda församling i Göteborgs stift. Den ligger  i stadsdelen Järnbrott i Göteborgs kommun.

## Historia

### Den gamla sockenkyrkan
På begravningsplatsen i Frölunda låg ända fram till 1869 socknens gamla kyrka med anor från medeltiden och troligen en av de fem kyrkor, som enligt västgötalagen fanns i slutet av 1200-talet i Askims härad. Under nordiska sjuårskriget ödelades kyrkan. Om detta berättar kyrkoherden Torstanus Erici i Fässbergs kyrkobok år 1577: "Inventarium var tå inthet annath än en brender stompn (prästgård) och röffuade och sköffladhe kyrkior".
Den ödelagda kyrkan, blev tack vare skatter och stora gåvor från socknens fattiga invånare återuppbyggd och stod färdig år 1622. Mellan åren 1763–1766 uppfördes en tornbyggnad intill kyrkans västra gavel. Under de följande åren hade man vid ett flertal tillfällen behandlat frågan om den gamla kyrkans ombyggnad, men fann till slut att en nybyggnad var den enda riktiga lösningen.
Om kyrkans klockor finns antecknat, att den större var gjuten i Göteborg 1694 av Petter Böök. Den hade följande inskrift: "Soli deo Gloria"
Hörer Du Mitt Rop Och Ljud
Lyft Ditt Hjerta Upp Till Gud
Gack Till Kyrkan Fall Der Ned
Hör Guds Ord, Läs Sucka Bed
På den mindre klockan kunde man läsa: "1792 då Gustaf III mördades af sin undersåte, Gustaf Adolph 14 år utropades till Konung, Hertig Carl ensam Regent, Baron Beck Fries landshöfding, Doctor Wingård Stiftets Biskop, densamme detta pastorats Kyrkoherde, Kyrkvärdar Carl Jernstedt, Anders Pehrsson, Olof Marcusson, Anders Andersson, Blef denna Klocka guten till Frölunda församlings tjenst af Johannes Björkman i Götheborg". Båda dessa klockor har senare omgjutits. 
Det enda, som minner om platsen för den gamla kyrkan, är en grav, som gömmer kvarlevorna efter tullinspektören Olof Claesson. Graven, som låg i kyrkans kor, täckes av en stenhäll med följande inskription: "In:sptor [Olof Clae]son Anno 1728".

### Den nuvarande kyrkan
År 1860 beslöt församlingen att bygga en ny kyrka, vilken ritades av arkitekten Adolf W. Edelsvärd, vilka senare kompletterades av J.A. Westerberg. Den nya kyrkan uppfördes cirka 2 kilometer västerut på Toftaåsen och invigdes den 15 juli 1866 av domprosten Peter Wieselgren. 

## Inventarier
- Under 1900-talet hittades fyra allegoriska bilder från den gamla kyrkan i en ladugård i Askim, vilka nu pryder läktarbröstningen. Från vänster har de beteckningarna: Castitas (kyskhet/renhet), Mansuetudo (mildhet), Religio (religion) och Veritas (sanning). Läktarbarriären pryds av gestalter, i mitten de två bibliska gestalterna David och Saul samt Martin Luther, Olaus Petri, Jesper Svedberg, Haqvin spegel, Johan Olof Wallin, Frans Mikael Franzén, Nathan Söderblom och J.A. Eklund.
- Då biskop Carl Block predikade i kyrkan på påskdagens högmässa 1946, användes för första gången en vit mässkrud, utförd i italiensk brokad. Motivet är ett brett kors av en bild av den uppståndne Kristus omgiven av två tillbedjande änglar. Ett altarantependium av samma material togs samtidigt i bruk. Motivet var där vinstockar med druvor samt symbolerna; skepp, fisk, ljusstake och druva. Båda arbetena kom från  Emma Malmquists ateljé i Göteborg och var komponerade av Barbro Malmquist.
- Samma dag hängdes i kyrkans dopkapell upp en ryavävnad, föreställande Madonnan med barnet.[1]

### Orglar
- Orgeln, som byggdes 1954 av Hammarbergs Orgelbyggeri AB, har 41 stämmor.
- Kororgeln från 1965 är fyrstämmig och likaså byggd av Hammarbergs.[2]

### Klockor
Kyrkan har fyra klockor, där två är ursprungliga, en har inköpts senare, samt en som kom till kyrkan efter en brand i oktober 1986 som förstörde Ekebäckskyrkan i församlingen. Klockorna har omgjutits flera gånger.
- Storklockan som tidigare varit lillklocka spräcktes och blev obrukbar i samband med en ringning 1919 och omgöts då till nuvarande utseende (116 cm hög, diameter 114 cm, vikt 780 kg).
- Lillklockan som tidigare varit storklocka omgöts senast 1898 vid Eriksbergs mekaniska verkstad (100 cm hög, diameter 98 cm, vikt 516 kg).
- Klocka inköpt 1958 (80 cm hög, diameter 80 cm, vikt 344 kg)
- Klocka övertagen från Ekebäckskyrkan 1969 (73 cm hög, diameter 72,4 cm, vikt 252 kg).